# Kristina Gruden
Kristina Gruden slovenska molekularna biologinja, * 1969.
Leta 1999 je zagovarjala doktorat na Biotehniški fakulteti v Ljubljani. Deluje na Oddelku za biotehnologijo in sistemsko biologijo Nacionalnega inštituta za biologijo in na Odseku za biotehnologijo Instituta "Jožef Stefan".
Za pomembne dosežke v sistemski in molekularni biologiji je leta 2015 prejela Zoisovo priznanje.